# دم‌خاری بوهم
دم خاری بوهم (نام علمی: Neafrapus boehmi) نام یک گونه از تیره بادخورک است. این گونه پرنده در آنگولا، بوتسوانا، جمهوری دموکراتیک کنگو، کنیا، مالاوی، موزانبیک، نامیبیا، سومالی، آفریقای جنوبی، تانزانیا، زامبیا، و زیمبابوه دیده می‌شود.